# Missal Romano
O Missal Romano (em latim: Missale Romanum) é o livro litúrgico que contém os textos e rubricas para a celebração da missa no Rito Romano da Igreja Católica.

## História

### Antes do Concílio de Trento (1570)
Antes da alta Idade Média diversos livros eram utilizados na missa: um Sacramentário com as orações católicas, um ou mais livros para a liturgia da palavra, e um ou mais livros para as antífonas e demais cantos. Gradualmente, foram surgindo manuscritos que incorporavam partes de mais de um destes livros, levando, finalmente, às versões completas. O resultado disto acabou por chamar-se Missale Plenum (em português:  "Missal Pleno").
Em 1223, São Francisco de Assis instruiu os seus frades a adotar a forma que estava em uso na corte papal. Eles adaptaram o missal para as necessidades do seu apostolado itinerante. O papa Gregório IX ponderou, mas não pôs em prática, a ideia de estender este missal, conforme a revisão franciscana, para toda a Igreja Ocidental; em 1227 o papa Nicolau III ordenou que este fosse aceito em todas as igrejas da cidade de Roma. O seu uso espalhou-se pela Europa, principalmente após a invenção da prensa móvel; porém os editores introduziam variações oriundas de suas próprias preferências, algumas delas consideráveis. A imprensa também favoreceu a propagação de outros textos litúrgicos de ortodoxia suspeita. O Concílio de Trento determinou que um fim deveria ser posto à estas disparidades.
O primeiro Missale Romanum (Missal Romano), contendo a Ordo Missalis secundum consuetudinem Curiae Romanae (Ordem do Missal segundo o costume da Cúria Romana), foi produzido em Milão em 1474. Quase um século passou-se antes de uma edição oficialmente publicada pela Santa Sé. Durante este intervalo, a edição milanesa de 1474 foi sucedida por pelo menos quatorze edições: dez impressas em Veneza, três em Paris e uma em Lyon. Por falta de uma autoridade controladora, estas edições diferem, por vezes consideravelmente.
Anotações à mão efetuadas pelo cardeal Guglielmo Sirleto numa cópia da edição veneziana de 1494 mostram que ela foi utilizada para a confecção da edição oficial de 1570 do papa Pio V. Em essência, o texto de 1494 é idêntico à versão milanesa de 1474.

### De 1570 a 1960

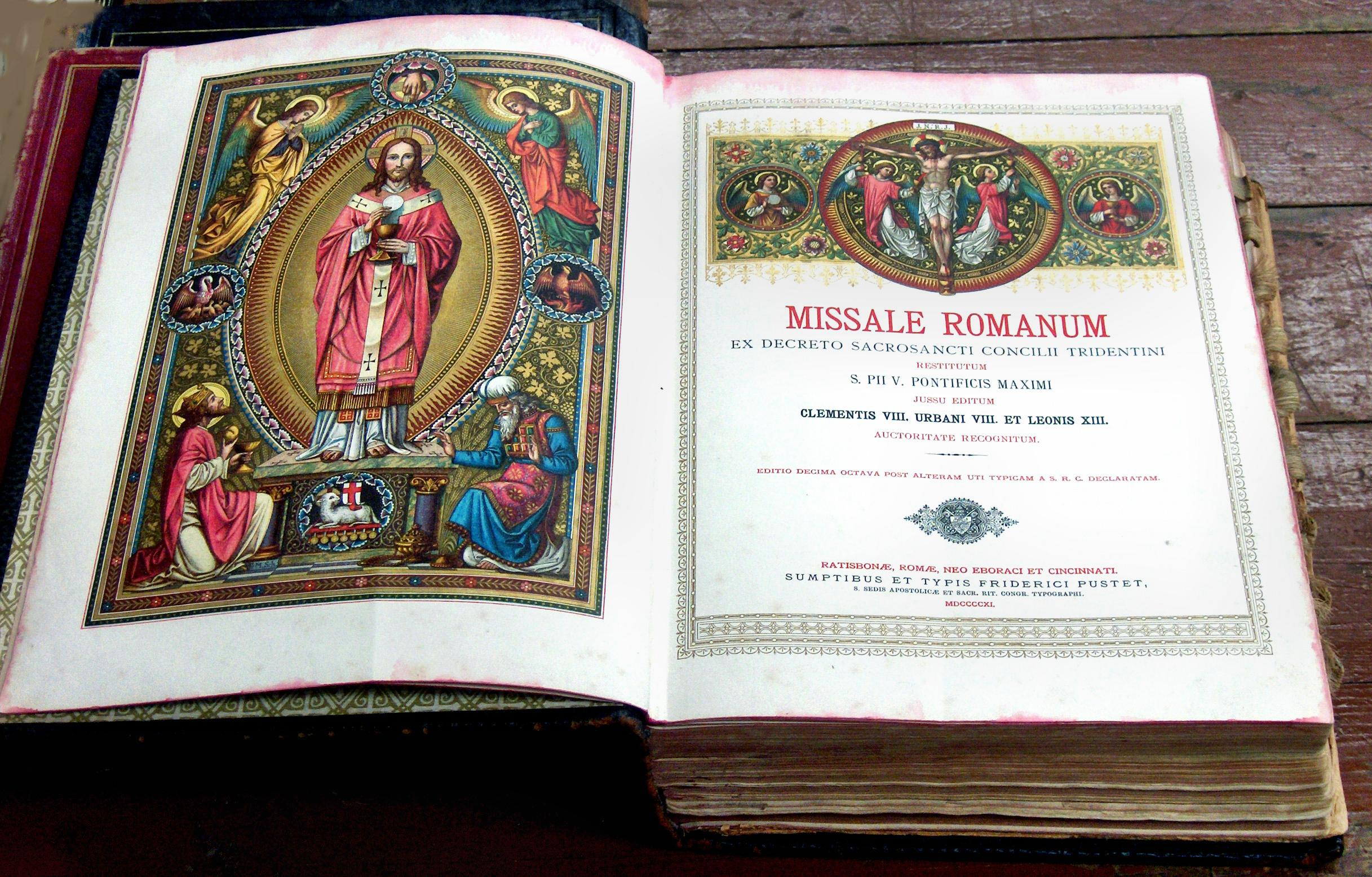
"Missale Romanum": Versão impressa em 1911 da edição típica de 1884

Implementando a decisão do Concílio de Trento, o papa Pio V promulgou, na Constituição Apostólica Quo Primum Tempore de 14 de julho de 1570, uma edição do Missal Romano de uso obrigatório na Igreja Latina, exceto onde houvesse outros ritos litúrgicos que pudessem ser comprovados em uso há pelo menos dois séculos.
Algumas correções ao texto de Pio V provaram-se necessárias, e o papa Clemente VIII substituiu-o com uma nova edição típica do Missal Romano em 7 de julho de 1604. (Neste contexto, a palavra "típica" indica o texto que deve ser seguido pelas demais impressões.) Outra revisão da edição típica foi promulgada pelo papa Urbano VIII em 2 de setembro de 1634.
Começando no final do século XVI, a França e os países vizinhos sofreram com uma enxurrada de missais independentes publicados por bispos influenciados pelo Galicanismo e pelo Jansenismo. Isto findou-se quando o bispo Pierre Louis Parisis de Langres e o abade Prosper Guéranger iniciaram, no século XIX, um movimento de retorno ao Missal Romano. O papa Leão XIII então, tomou a oportunidade de emitir, em 1884, uma nova edição típica, que considerava todas as mudanças introduzidas desde o pontificado de Urbano VIII. O papa São Pio X também empreendeu uma revisão do Missal Romano, publicado e declarado típico por seu sucessor, Bento XV, em 25 de julho de 1920.

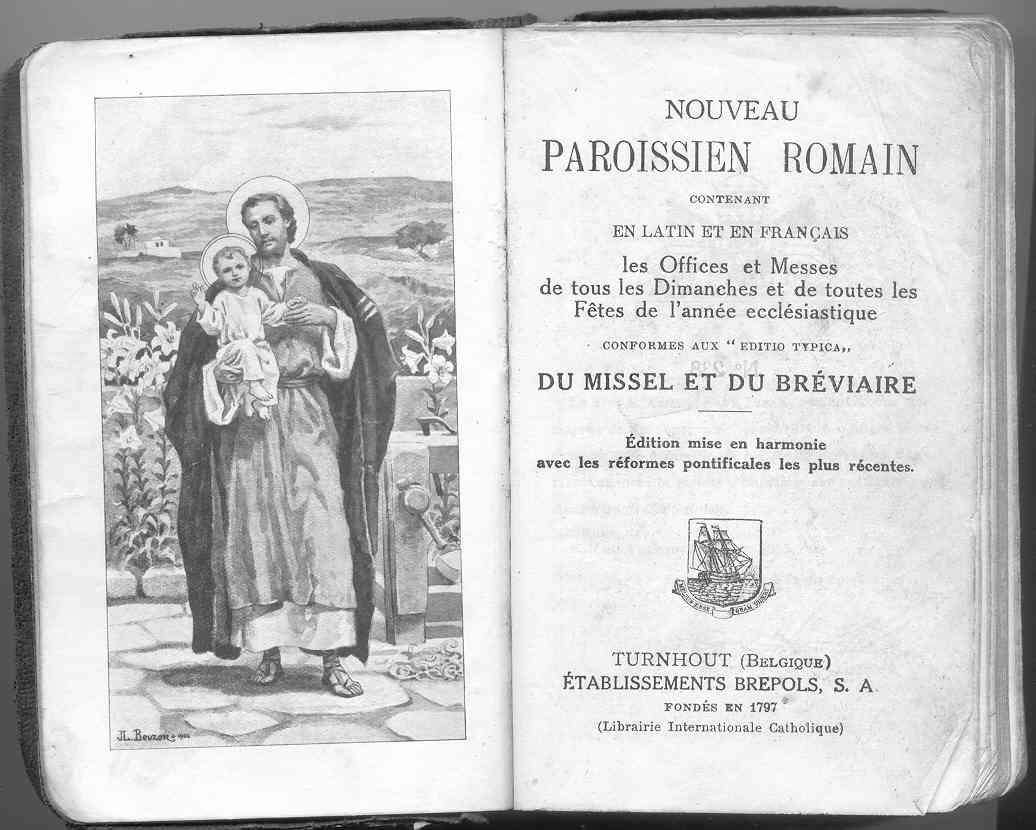
Um livro de orações francês de 1905 contendo extratos do Missal Romano e do Breviário Romano da época

Ainda que a revisão do papa São Pio X efetuou poucas correções, omissões ou adições ao texto das orações do Missal Romano, houve grandes mudanças nas rubricas. Mudanças estas que não foram incorporadas na secção intitulada "Rubricae Generalis", mas foram, em vez disso, publicadas sob o título "Additiones et variationes in rubricis Missalis".
Em contraste, a revisão do papa Pio XII, ainda que limitada a somente cinco dias do ano litúrgico, foi mais corajosa, exigindo mudanças até mesmo no Código de Direito Canónico, que até então prescrevia que, com exceção da Missa do Galo à meia-noite, a missa não deveria começar mais do que uma hora antes do alvorecer ou mais tarde que uma hora após o meio-dia. Portanto, na parte do Missal meticulosamente modificada, ele antecipou algumas das mudanças que afetariam todos os dias do ano após o Concílio Vaticano II. Dentre estas novidades incluíam a primeira introdução oficial das línguas vernáculas na liturgia para a renovação das promessas do batismo durante a celebração da Vigília Pascal.
O papa Pio XII não publicou uma nova edição do Missal Romano, mas autorizou os tipógrafos a substituir os textos anteriores do Domingo de Ramos, Quinta-feira Santa, Sexta-feira da Paixão e da Vigília Pascal com aqueles que ele começou a introduzir em 1951 e que se tornaram universalmente obrigatórios em 1955. O papa também removeu da Vigília de Pentecostes a série de seis leituras do Antigo Testamento, com seus respectivos folhetos e coletas de acompanhamento, mas estes continuaram a ser impressos até 1962.
Cedendo aos desejos de muitos dos bispos, o papa Pio XII julgou ser conveniente reduzir as rubricas do Missal, uma simplificação foi promulgada por decreto pela Sagrada Congregação dos Ritos em 23 de março de 1955.
No ano seguinte, em 1956, enquanto estudos preparatórios estavam a ser conduzidos para uma reforma litúrgica geral, o papa Pio XII consultou a opinião dos bispos sobre um aperfeiçoamento litúrgico do Breviário Romano. Após a devida ponderação das respostas dos bispos, ele julgou ser hora de abordar a necessidade de uma geral e sistemática revisão das rubricas do Breviário e do Missal. Esta questão foi referida ao comité especial de especialistas apontados para estudar a reforma litúrgica geral.
O seu sucessor, o papa São João XXIII, emitiu uma nova edição típica do Missal Romano em 1962. Esta incorporou o Código de Rubricas que a comissão do papa Pio XII havia preparado, e que o papa São João XXIII tornou obrigatório a partir do dia 1 de janeiro de 1961. No Missal, este Código de Rubricas substituiu dois dos documentos da edição de 1920; e o motu proprio do papa Rubricarum Instructum tomou o lugar da suplantada constituição apostólica Divino Afflatu do papa São Pio X.
Outras notáveis revisões foram a omissão do adjetivo "Perfidis" na oração pela conversão dos judeus na Sexta-feira da Paixão e a inserção do nome de São José no cânon da missa.

### Revisão em decorrência do Concílio Vaticano II
Entre 1965 e 1967 algumas mudanças foram oficialmente introduzidas à Missa do Rito Romano em decorrência do documento Sacrosanctum Concilium, mas nenhuma nova edição do Missal Romano havia sido produzida de modo a incorporar tais mudanças. Estas alterações foram refletidas nas provisórias traduções em vernáculo confeccionadas em vários países quando as línguas locais começaram a ser utilizadas em conjunto com o Latim.
Alguns países de mesma língua por vezes acabaram por usar distintas traduções que variavam até mesmo na quantidade de vernáculo admitido.
Uma nova edição do Missal Romano foi promulgada pelo papa São Paulo VI com a constituição apostólica Missale Romanum de 3 de abril de 1969. O texto inteiro do Missal revisado só foi publicado no ano seguinte, e versões completamente em vernáculo só surgiriam anos mais tarde, mas partes do Missal em Latim já estavam disponíveis desde 1964 em formato não-definitivo, e traduções provisórias surgiram sem demora.
Em sua constituição apostólica, o papa São Paulo VI fez menção particular das seguintes mudanças significativas que ele efetuou no Missal Romano:
- Além da única Oração Eucarística da edição anterior (que, com parvas mudanças, foi preservada como "Oração Eucarística I ou Cânon Romano") ele acrescentou outras três Orações Eucarísticas, aumentando também o número de prefácios.
- Os ritos do Ordinário da Missa (em Latim, Ordo Missae)—isto é, a majoritariamente imutável parte da liturgia—foram "simplificados, embora o devido cuidado foi tomado para preservar a sua substância." "Elementos que, com o passar do tempo, tornaram-se duplicados, ou foram adicionados desnecessariamente" foram eliminados, especialmente nos ritos para a preparação do pão e do vinho, o partir do pão e a Comunhão.
- "'Outros elementos que sofreram prejuízo por acidentes da História agora devem ser restaurados à norma original dos Santos Padres' (Sacrosanctum Concilium, art. 50), Por exemplo, a homilia (cf. Sacrosanctum Concilium, art. 52) E a 'Oração Comum' ou 'Oração dos Fiéis' (cf. Sacrosanctum Concilium, art. 53)."[8] São Paulo VI também adicionou a opção de "um rito penitencial ou ato de reconciliação com Deus e os irmãos, ao início da missa," ainda que isto não fizesse parte nem das versões antigas dos Ritos Iniciais, nem estivesse presente no Sacrosanctum Concilium.[9]
- Ele ampliou grandemente a proporção da Bíblia lida na missa. Mesmo antes de Pio XII reduzir ainda mais a porcentagem, somente 1% do Antigo Testamento e 16.5% do Novo Testamento eram lidos na missa. Após a revisão do papa São Paulo VI, aproximadamente 13.5% do Antigo Testamento e 71.5% do Novo Testamento são lidos.[10] Ele conseguiu realizar isto acrescentando leituras à missa e introduzindo um ciclo trienal de leituras aos domingos e um ciclo bienal nos dias de semana.

Além destas mudanças, o papa notou que sua revisão modificou consideravelmente outras secções do Missal, como o Próprio do Tempo, o Próprio dos Santos, o Comum dos Santos, as Missas Rituais e as Missas Votivas, dizendo: "Em todas estas alterações, tivemos cuidado em particular com as orações: não apenas seu número foi aumentado, para que os novos textos possam corresponder melhor às novas necessidades, mas também seu texto foi restaurado com base no testemunho das evidências mais antigas."

### Revisões Posteriores ao Concílio Vaticano II
Em 1970, a Primeira Edição Típica do Missal Romano (em Latim), contendo o título de Missale Romanum ex decreto Sacrosancti Oecomenici Concilii Vaticani II instauratum, foi publicada, após ter sido formalmente promulgada pelo papa São Paulo VI no ano anterior. Uma reimpressão, que corrigiu erros tipográficos, surgiu em 1971. 
A Segunda Edição Típica, com pequenas mudanças, foi emitida em 1975, ainda sob o papa São Paulo VI.
Em 2000, o papa São João Paulo II aprovou a Terceira Edição Típica, publicada em 2002, em Latim. A Terceira Edição adicionou festas, especialmente de santos recém-canonizados, novos prefácios das Orações Eucarísticas, missas e orações adicionais para variadas necessidades e revisou e ampliou a Instrução Geral do Missal Romano.
Em 2008, sob o papa Bento XVI, uma reimpressão emendada da Terceira Edição em latim foi emitida, corrigindo falhas de impressão e outros erros (como a inserção, no início do Credo Apostólico, do vocábulo "unum", como no Credo Niceno). O apêndice adicionou celebrações, como a de São Pio de Pietrelcina, ao Calendário Romano Geral após a impressão original de 2002.
Três alterações exigiram a aprovação pessoal do papa Bento XVI:
- Uma mudança na ordem em que um bispo, celebrando missa fora de sua própria diocese, menciona o bispo local e a si próprio.
- Omissão do Missal Romano das Orações Eucarísticas especiais para missas com crianças (que não foram abolidas).
- A adição de três alternativas à forma padrão de despedida ao fim da missa, Ite, missa est.:
  - Ite ad evangelium Domini annuntiandum
  - Ite in pace, glorificando vita vestra Dominum
  - Ite in pace[12]

A edição do Missal de 1962 pelo papa São João XXIII inaugurou um período de preferência estética por um número reduzido de ilustrações em preto-e-branco em vez das muitas gravuras coloridas anteriormente utilizadas. As primeiras edições pós-Vaticano II, tanto no original em Latim, quanto nas versões traduzidas, continuaram esta tendência. A primeira edição latina de 1970 continha doze xilogravuras em preto-e-branco feitas por Gian Luigi Uboldi. As edições alemãs de 1975 e 1984 não continham ilustrações, procurando enfatizar a clareza e a beleza da tipografia. As edições francesas de 1974 e 1978 também não se utilizaram de ilustrações, enquanto as edições italianas de 1973 e 1983 continham tanto reproduções de miniaturas no estilo do século XI e figuras estilizadas. As versões espanholas de 1978 e 1988 também recorriam a ilustrações. A apresentação minimalista destes missais contrasta fortemente com a opulência das edições americanas do período de 2005 a 2011 com suas diversas e coloridas reproduções de pinturas e outras obras de arte.
Após a publicação da da Terceira Edição Típica do Missal Romano (2002), seguiram-se os trabalhos, encarregados às conferências episcopais dos diversos países, de elaboração das traduções, do latim para as línguas vernáculas, com a necessidade de submissão dessas traduções à Santa Sé, para aprovação final.
A primeira tradução vernacular a ser publicada foi em língua grega, que surgiu no ano 2006. A tradução em inglês, já levando em conta as alterações de 2008, entrou em uso em 2011. Outras traduções levaram mais tempo para serem confeccionadas: a versão italiana foi decidida pela Conferência Episcopal Italiana em sessão realizada em novembro de 2018 e só foi confirmada pela Santa Sé no ano seguinte, conforme o anúncio do presidente da conferência, no dia 22 de maio de 2019. Ela substituiu a tradução italiana de 1983 da Segunda Edição Típica latina. O novo texto inclui alterações ao Pai-Nosso e ao hino Glória. No Pai-Nosso, come noi li rimettiamo ai nostri debitori ("como nós perdoamos aos nossos devedores") se tornou come anche noi li rimettiamo ai nostri debitori ("como nós também perdoamos aos nossos devedores"); e a expressão e non c'indurre in tentazione ("e não nos induzais à tentação") tornou-se e non abbandonarci alla tentazione ("não nos abandoneis à tentação"). No Glória, pace in Terra agli uomini di buona volontà ("paz na Terra aos homens de boa vontade") tornou-se pace in Terra agli uomini, amati dal Signore ("paz na Terra aos homens, amados pelo Senhor").
Em Portugal, a tradução da Terceira Edição foi aprovada pela Conferência Episcopal Portuguesa (CEP) em novembro de 2019 e validada pelo papa Francisco no início de 2021, mas só entrou em vigor no dia 14 de abril de 2022, Quinta-feira santa. 
A tradução brasileira do Missal, incorporando as alterações de 2008, demorou dezenove anos para ser concluída. Os trabalhos de tradução, revisão e aprovação do conteúdo do Missal foram coordenados pela Comissão Episcopal para os Textos Litúrgicos (Cetel), órgão vinculado à Conferência Nacional dos Bispos do Brasil (CNBB). O texto final foi aprovado pela conferência episcopal brasileira na sua 59ª Assembleia Geral e encaminhado, em dezembro de 2022, ao Dicastério para o Culto Divino e a Disciplina dos Sacramentos. A confirmação da Santa Sé foi publicada em 17 de março de 2023. No dia 19 de abril de 2023, em missa celebrada por ocasião da 60ª Assembleia Geral da CNBB, foi utilizada pela primeira vez a tradução brasileira da Terceira Edição do Missal Romano. Como foi decidido na última reunião do Conselho Permanente da CNBB, realizada em março de 2023, as paróquias poderão adquirir o novo livro, cujo será facultativo, porém, a partir do Advento de 2023 o uso da nova versão brasileira do Missal será obrigatório em todas as paróquias do Brasil.

### Uso Contínuo de Edições Anteriores

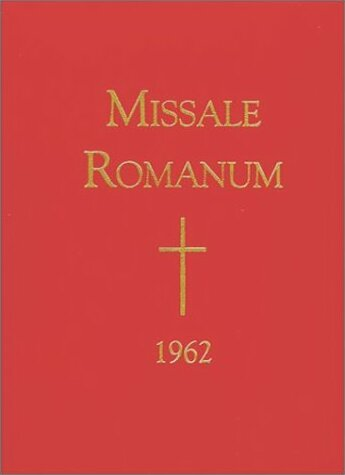
A Edição de 1962 do Missal Romano

Em seu motu proprio Summorum Pontificum de 7 de julho de 2007, o papa Bento XVI estabeleceu que a edição de 1962 do Missal Romano jamais havia sido juridicamente ab-rogada e que poderia, portanto, ser utilizada livremente por qualquer padre do Rito Latino em missas sem congregação. O uso da edição de 1962 em missas com congregação é permitida, com a autorização do pároco da igreja, para grupos apegados a esta forma anterior do Rito Romano, desde que o padre que o utilize seja "qualificado para tal e desimpedido juridicamente" (como, por exemplo, por suspensão). Portanto, muitas dioceses agendam missas regularmente celebradas conforme a edição de 1962, que também é habitualmente usada por padres de fraternidades tradicionalistas em total comunhão com a Santa Sé como a Fraternidade Sacerdotal de São Pedro, o Instituto de Cristo Rei e Sumo Sacerdote, a Administração Apostólica São João Maria Vianney, os Cônegos Regulares de São João Cantius e os Cônegos Regulares da Mãe de Deus em Lagrasse na França.
Considerando que a principal diferença entre o Missal de 1962 e as edições anteriores é a liturgia da Semana Santa, a Igreja permitiu que as paróquias de Missa Tridentina adotassem estas edições em suas celebrações.[carece de fontes?]
Em julho de 2021, o papa Francisco ab-rogou porções do Summorum Pontificum com o motu proprio Traditionis custodes, que estabeleceu novas circunstâncias para a celebração segundo o Missal de 1962.
Grupos em disputa com a Santa Sé, como a Fraternidade Sacerdotal de São Pio X e a Congregação de Maria Imaculada Rainha, continuaram a usar a versão de 1962 ou anterior.
Para informações sobre os calendários inclusos nas edições pré-1969/1970 ver: Calendário tridentino.

## Abordagem de Papa Francisco
Em 9 de setembro de 2017, o papa Francisco emitiu o motu proprio Magnum Principium ("Magno Princípio") que concedeu às conferências episcopais locais maior autoridade sobre a tradução de documentos litúrgicos. O motu proprio "dá às conferências episcopais a competência de julgar o valor e a coerência de uma ou outra frase nas traduções do original." O papel do Vaticano também foi modificado de acordo com o decreto do Vaticano II, para confirmar textos previamente preparados pelas conferências episcopais locais, em contraste com o "reconhecimento" no estrito senso do Código Canônico № 838.

## Composição
- Promulgação
- Instrução Geral do Missal Romano
- Normas do Ano Litúrgico e Calendário
- Calendário Romano Geral
- Próprio do Tempo, que abrange os tempos litúrgicos
  - Tempo do Advento
  - Tempo do Natal
  - Tempo da Quaresma
  - Tríduo Pascal
  - Tempo Pascal
  - Tempo Comum
- Ordinário da Missa', que é composto por:
  - Ritos iniciais
  - Liturgia da palavra
  - Liturgia eucarística
  - Rito da comunhão
  - Ritos finais
- Próprio dos santos e santas
- Comum dos santos e santas
- Missas Rituais
- Missas e orações eucarísticas das diversas circunstâncias
- Missas Votivas
- Missas dos Fiéis Defuntos
- Apêndice
- Índice geral

## Orações eucarísticas

### Tradicionais
- Oração Eucarística I ou Cânon Romano
- Oração Eucarística II
- Oração Eucarística III
- Oração Eucarística IV
- Oração Eucarística V (do Congresso de Manaus)

### Das diversas circunstâncias
- Oração Eucarística VI-A (A Igreja a caminho da unidade)
- Oração Eucarística VI-B (Deus conduz seu povo no caminho da salvação)
- Oração Eucarística VI-C (Jesus: caminho para o Pai)
- Oração Eucarística VI-D (Jesus que passa fazendo o bem)
- Oração Eucarística VII (sobre a reconciliação-I)
- Oração Eucarística VIII (sobre a reconciliação-II)

### Para missas com crianças
- Oração Eucarística IX
- Oração Eucarística X
- Oração Eucarística XI

## Formulários fora do Ano Litúrgico
- Próprio dos santos e santas
- Formulários comuns
- Missas Rituais
- Missas pelas diversas necessidades
- Missas Votivas
- Missas dos Fiéis Defuntos

## Apêndice geral do Missal Romano
- Apêndice, que abrange:
- Vigília de Pentecostes
- Bênção da Água
- Exemplos de Orações dos Fiéis
- Cantos da Celebração Eucarística